# Herman Van Loo
Herman Van Loo (Mechelen, 14 januari 1945 - Aalst, 12 oktober 2017) was een Belgisch baanwielrenner.

## Carrière
Van Loo behaalde zijn grootste overwinning door de Kattekoers te winnen later won hij nog enkele kleinere koersen. Op de baan behaalde hij het meeste succes bij de amateurs met verschillende podia plaatsen op het Belgische kampioenschap. Hij nam in 1964 deel aan de Olympische Spelen waar hij negende werd in de achtervolging. Hij reed in  1967 de Ronde van Vlaanderen en werd 53e, twee jaar later nam hij deel in Parijs-Roubaix en werd 32e.

## Palmares

### Baan
| Jaar     | BK                         | EK       | WK            | Overige                             |
| Amateurs | Amateurs                   | Amateurs | Amateurs      | Amateurs                            |
| -------- | -------------------------- | -------- | ------------- | ----------------------------------- |
| 1962     | achtervolging              |          | achtervolging |                                     |
| 1963     | ploegkoers                 |          |               |                                     |
| 1964     | achtervolging · ploegkoers |          | achtervolging | Olympische Spelen: 9e achtervolging |
| 1965     | Derny                      |          |               |                                     |
| 1974     | ploegkoers                 |          |               |                                     |
| Elite    |                            |          |               |                                     |
| 1966     | achtervolging              |          |               |                                     |

### Weg
1964
Kattekoers
1965
Grand Prix de la Ville
Aalter
Memorial Thijssen
Waregem
Ingelmunster
1966
Wingene Koers
Assebroek
1967
Criterium Oostrozebeke
Wielerploegen van Herman Van Loo
Andries ·
Baudeweijns ·
Beheydt ·
Blockx ·
Bocklant ·
Boonen ·
Boons ·
Bosmans ·
Boucquet ·
Brands ·
Claes ·
Corstjens ·
Couchez ·
De Loof ·
Demunster (vanaf 14/06) · 
De Pré ·
De Wilde ·
Delameilleure ·
Delefortrie ·
Eeckhout ·
Esprit ·
Eugen ·
Everaerts ·
Foré ·
Frennet ·
Gaelens ·
Gekière ·
Gevaert ·
Gomes de Carvalho ·
Goots ·
Haelterman ·
Haven ·
Hoogewijs ·
Hoskens (vanaf 18/08) ·
Houbrechts ·
Huygens ·
R. Joosen ·
M. Joosen ·
Kindermans ·
Lauwers ·
Lenaers ·
Leijten ·
Meert ·
Miele ·
Molenaers ·
Nolmans ·
Ongenae ·
Planckaert ·
Post ·
Reybrouck ·
Roman ·
Samyn ·
Schütz ·
Sersté ·
Steyaert ·
Thomaes ·
Van De Rijse (vanaf 09/06) ·
Vandenberghe ·
Van Haverbeke ·
Van Loo ·
Van Poucke ·
Van Tongerloo ·
Van Vlierberghe ·
Van Wynsberghe ·
Vanclooster · 
Van Damme ·
Vandromme ·
Vanheste (vanaf 16/05) ·
Vanhevel ·
van de Ven ·
Vergauwe ·
Vermaelen ·
H. Vrancken ·
R. Vrancken · 
Vyncke ·
van der Vleuten
Anglade ·
Bellone · 
Beugels ·
Biville ·
Bodin ·
Bourgois ·
Campaner ·
Cazala ·
Chappe ·
Cools ·
Elliott ·
Ferrer ·
Foucher ·
Genet ·
Griese ·
Hiddinga ·
Hiltenbrandt ·
Hoban ·
Lancien ·
Marcarini ·
Poulidor ·
Roelandts ·
Spruyt ·
Swerts · 

Van Loo ·
Van Mechelen ·
Wuytack